# Roodhalskniptor
De roodhalskniptor (Cardiophorus ruficollis) is een keversoort uit de familie kniptorren (Elateridae). De wetenschappelijke naam van de soort is voor het eerst geldig gepubliceerd in 1758 door Linnaeus.

## Beschrijving
De soort wordt 5,5 tot 7 mm groot en heeft een zwarte kop en dekschilden, met een glanzend uiterlijk. Het pronotum is overwegend rood, met een zwarte markering die zich uitstrekt in een vaste vorm 'V' van de voorste rand tot ongeveer een derde het pronotum. De poten zijn meestal zwart, steeds bruiner naar de tarsi en op de tarsale klauwen. De antennes zijn zwart en zijn tamelijk lang..

## Voorkomen
De soort komt voor in continentaal Europa en is vrij algemeen in Nederland.